# アルニコ磁石
アルニコ磁石（アルニコじしゃく、Al-Ni-Co）は、鉄に加えアルミニウム（Al）、ニッケル（Ni）、コバルト（Co）などを原料として鋳造された磁石（鋳造磁石）である。「アルニコ」の名前の由来は、各元素記号を単純に並べたものである。銅などを添加物として加えることがあり、強い永久磁石として利用される。
20世紀半ばまで主流の磁石であったが、1960年代にコンゴ動乱の影響によって原材料のコバルトが暴騰したため、より安価で造形の容易なフェライト磁石などに主役の座を奪われた。

## 解説

### 強い磁力
一般的に利用可能な磁石として、ネオジム磁石やサマリウムコバルト磁石などの希土類磁石（レアアース磁石）と同じくらいに強い磁力を持つ。アルニコ磁石は地球磁場の約3,000倍に相当する1,500ガウス程の磁束密度を持つ。また、アルニコ合金は、約800度の高いキュリー点を持つ。

### 欠点
保磁力がそれほど大きくないため、反磁界の大きい薄板形状では自己減磁のために使用することが出来ないという欠点がある。

### 成分
日本産業規格（JIS規格）では、以下の組成の合金とされている。
| 元素      | Al     | Ni     | Co    | Cu   | Ti    | Nb    | Si      | Fe   |
| --------- | ------ | ------ | ----- | ---- | ----- | ----- | ------- | ---- |
| 割合[wt%] | ８～13 | 13～28 | 5～42 | 2～6 | ０～9 | ０～3 | ０～0.8 | 残部 |

## 用途
アルニコ磁石は電動機やセンサなどに主に使用されるほか、変わった用途として5cmくらいの棒状にしたアルニコ磁石を、牛に飲み込ませて第3胃内の針金など鉄片を束状に吸着させ創傷性心膜炎を予防するために使われる。

### スピーカーユニットへの利用

外磁型と内磁型

アルニコ磁石はスピーカーユニットによく用いられている。スピーカーユニットに使用するアルニコ磁石は丸棒型をしており、帯状の軟磁性体材料を四角に折り曲げてくびき穴を開けた、ないし円筒状のヨークと、このくびき穴の内側にある丸棒状のセンターポール（これも軟磁性体材料）に接着されている。このような構造を「内磁型」という。ヨークのくびき穴とセンターポールの隙間に磁束が集まるので、そこにボイスコイルを置いて接着されているコーン紙を振動させて音を発生させる。
冒頭で述べた通り、20世紀半ばよりフェライト磁石がアルニコ磁石を置き換えていったが、フェライトの特性上、強い磁力を得るために長さを短く直径を太く、丸棒状というよりは円盤状にする必要があり、必然的にドーナツ状の「外磁型」にせざるをえない。そうするとユニットが嵩張って扱いに不便となる。また磁場がユニット外部に漏れるため、磁場の影響が問題視される機器にスピーカーを近づける事ができなくなる。ブラウン管式のテレビがまさにそれであり、いわゆるAV化において不利であった。これに対しアルニコ磁石は、長さを長くして前述のように丸棒状にした方が磁力を得るためには有利であり、また保磁力の点でも長くする必要がある。さらに磁場がヨークによって閉じ込められ外部への漏洩が小さく、ユニットは小型にまとまる。難点はユニットが高価になる事と経年に伴う減磁である。
上記の事情から、1980年代半ば以降のAVブームとともに、価格が高くともあえてアルニコ磁石を採用するスピーカーの例が増えた。AV用としてのほか、音質の良さについても物理的根拠がある。すなわち、アルニコ磁石はフェライト磁石と異なり磁石自体に導電性があり、ボイスコイルから生じる逆起電力をショートするので、アンプ部に入り動作を狂わせることが少ないといえることである。もっとも、フェライト磁石を使用しても、ポールピースに銅製のキャップを装着するなどの対策をとることによって導電性をもたせ、同様の効果を得ることは可能である。

### 楽器への利用
アルニコ磁石はエレクトリック・ギターのマグネティック・ピックアップにも広く利用されており、製品名に「アルニコ」を冠したモデルも販売されている。